# Joel Lehtonen
Joel Lehtonen (n. 11 noiembrie 1881 - d. 20 noiembrie 1934) a fost un scriitor, critic literar și jurnalist finlandez.
A fost unul dintre prozatorii majori ai literaturii finlandeze.
După începuturi neoromantice, cu sensibile influențe din Hamsun și Lagerlöf, a evoluat spre un realism satiric și epopeic, având ca temă majoră ilustrarea situației claselor defavorizate.

## Scrieri
- 1904: Vioara diavolului (Paholaisen viulu)
- 1905: Sălbaticul (Villi)
- 1906: Mataleena
- 1911: Tinerețe (Nuoruus)
- 1911: Mirt și rododendron (Myrtti ja alppiruusu)
- 1913: Moulin rouge (Punainen mylly)
- 1914: Chilia călugărului (Munkkikammio)
- 1917: Odată vara (Kerran kesällä)
- 1919/1920: Vâlceaua cu buruieni (Putkinotko)
- 1918: Merii în moarte (Kuolleet omenapuut)
- 1923: Fii ai oprimări (Sorron lapset)
- 1925: Omul roșu (Punainen mies)
- 1934: Adio, țării pigmeilor (Hyvästijättö Lintukodolle).

1. ↑  Autoritatea BnF, accesat în 10 octombrie 2015
2. ↑  Czech National Authority Database, accesat în 1 martie 2022